# Lilli e il vagabondo II - Il cucciolo ribelle
Lilli e il vagabondo II - Il cucciolo ribelle (Lady and the Tramp II: Scamp's Adventure) è un film d'animazione direct-to-video del 2001 diretto da Darrell Rooney e da Jeannine Roussel. Prodotto da Walt Disney Television Animation e Walt Disney Animation Australia, è il sequel del Classico Disney Lilli e il vagabondo (1955). 
La storia ruota attorno al figlio di Biagio e Lilli, Zampa (chiamato Lillo in altre opere disneyane), che desidera diventare un cane randagio. 
Il film venne distribuito negli Stati Uniti il 27 febbraio 2001 dalla Buena Vista Home Entertainment.

## Trama
Nel 1912, due giorni prima del 4 luglio, Biagio e Lilli hanno quattro figli come nella scena finale del primo film: tre cucciole di nome Annette, Danielle e Colette, simili alla madre ma piuttosto snob e viziate e un cucciolo vivace e turbolento di nome Zampa, di aspetto simile al padre. Un giorno, mentre gioca con il figlioletto dei padroni Gianni Caro e Tesoro, Zampa finisce involontariamente per combinare un disastro in casa e così viene messo in punizione venendo incatenato alla cuccia in cortile. Poco dopo, Biagio va da lui per ricordargli di rispettare le regole della casa, ma il cucciolo, indispettito per il trattamento ricevuto, rimane fermo sulla sua volontà di essere un cane randagio, libero e senza regole, pur non sapendo nulla del passato di suo padre.
Deluso e arrabbiato, Biagio rientra in casa. Rimasto solo, Zampa vede passare lì vicino un gruppo di cani randagi che si prendono gioco di un accalappiacani. Incuriosito, il cucciolo riesce a liberarsi dalla catena e corre a raggiungerli; arrivato ad un vicolo buio, conosce il membro più giovane dei cani randagi, una volpina di nome Angel. Nel frattempo, Lilli si accorge della fuga del figlio e si mette alla sua ricerca insieme a Biagio, Gianni Caro e i vecchi amici Fido e Whisky.
Il giorno seguente, Zampa raggiunge la discarica, dove tenta di unirsi ai cani randagi; il capobanda  Buster, un dobermann, decide di metterlo alla prova incaricandolo di rubare una lattina a un enorme e feroce bullmastiff di nome Reggie. Zampa esegue l'ordine e Reggie inizia ad inseguirlo, venendo poi catturato dall'accalappiacani. Buster e gli altri cani rimangono impressionati dalla sua impresa, tanto che uno di loro racconta una storia esagerata su Biagio e su come sia scomparso. Buster smentisce rabbiosamente la storia, raccontando come Biagio, che in passato era un suo vecchio amico, sia scappato con una cagnolina di nome Lilli per diventare un animale domestico. Zampa scopre così del passato del padre, della vita che vorrebbe tanto lui ma che l'ex vagabondo si è lasciato alle spalle.
Quella notte, mentre Zampa e Angel camminano lungo la ferrovia, la volpina gli rivela che in passato è stata per ben cinque volte una cagnetta domestica, ma che è stata sempre abbandonata e si fa promettere da Zampa che non lo dirà mai a Buster. Proprio in quel momento, sopraggiunge un treno e dopo essersi salvati all'ultimo momento, Zampa e Angel si rendono conto che la loro amicizia è sbocciata in amore. Dopo una passeggiata romantica, Zampa e Angel finiscono sulla strada dove abitano Tesoro e Gianni Caro, vedendo la famiglia che sente la mancanza del cucciolo. Quando Zampa li evita, Angel rimane delusa dal fatto che abbia scelto di vivere per strada, piuttosto che in una famiglia amorevole.
Al picnic dell'Indipendenza, Buster capisce che Zampa è imparentato con Biagio, dato che si gratta nel suo stesso modo, così gli ordina di rubare un pollo dal picnic della famiglia. Determinato a dimostrare di essere un cane randagio, ruba il bottino, ma viene scoperto da Biagio, che si confronta con il figlio e gli chiede di tornare a casa. Zampa però rifiuta ancora una volta e sceglie di stare con Buster. Pur essendo deluso, Biagio si mostra disposto a riaccogliere suo figlio in casa se dovesse cambiare idea e così se ne va. Buster dichiara ufficialmente Zampa un cane randagio e perciò gli toglie il collare. Angel rimprovera il suo amico per quello che ha detto a suo padre e gli ricorda che la sua famiglia lo ama, anche se lui continua a non crederci. Dopo che Buster chiede a Zampa se vuole essere un cane domestico, questi, infastidito, si arrabbia e rivela accidentalmente il segreto di Angel. Offesa, lei se ne va, ma Zampa va a cercarla, pregandola di perdonarlo. Nel frattempo Buster, volendo ancora vendicarsi di Biagio, prepara una trappola al cucciolo in modo che, senza collare, venga rapito dall'accalappiacani. Il piano funziona e Zampa, nel retro del furgone dell'accalappiacani, si rende conto che suo padre voleva riportarlo a casa anche per proteggerlo da Buster. Angel lo vede e corre a chiedere aiuto a Biagio.
Arrivato al canile, Zampa viene messo in gabbia proprio con Reggie, che inizia ad aggredirlo. Per fortuna, Biagio arriva in soccorso e dopo aver sconfitto Reggie, salva il figlio e Angel riesce a sconfiggere l'accalappiacani. Poco prima di tornare a casa, Zampa si scusa con suo padre per essere scappato, e Biagio fa lo stesso per essere stato troppo duro con lui. I due raggiungono la discarica insieme ad Angel, dove Zampa si riprende il suo collare e lasciando Buster intrappolato sotto una montagna di spazzatura. Ispirati da Zampa, gli altri cani randagi vanno a cercare una famiglia. Biagio e Zampa tornano a casa: il cucciolo viene riaccolto con tanto affetto e riesce a convincere Gianni Caro e Tesoro ad adottare Angel. Nel frattempo, anche gli altri cani randagi hanno finalmente trovato dei proprietari.

## Personaggi
- Zampa (Scamp), il protagonista del film. Uno schnauzer misto, è il figlio di Biagio e Lilli che ha una forte somiglianza con il padre. È giocoso, vivace, avventuroso, spensierato, coraggioso e turbolento, anche se un po' monello e disubbidiente. Detesta fare il bagno e crede che la vita da cane di strada sia meglio di quella da domestico. Ben presto però, imparerà che i sogni e la vita reale sono ben diversi tra loro. Nei fumetti pubblicati prima dell'uscita del film era sempre stato chiamato Lillo. È animato da Andrew Collins e doppiato in inglese da Scott Wolf. Le sue parti cantate sono interpretate in inglese da Roger Bart.
- Angel, una volpina randagia che una volta era un animale domestico. È l'interesse amoroso di Zampa. È stata un cane di casa per cinque volte, ma è sempre stata abbandonata. Alla fine verrà adottata da Gianni Caro e Tesoro. È animata da Andrew Collins e doppiata in inglese da Alyssa Milano. Le sue parti cantate sono interpretate in inglese da Susan Egan e Melissa Manchester.
- Buster, l'antagonista principale del film. È Un dobermann malvagio e crudele, nonché leader dei cani randagi.  Ritiene che chi vive per la strada debba pensare a se stesso. In passato era amico di Biagio, che a suo parere, lo ha abbandonato per andare a vivere in casa. È innamorato di Angel e la considera la sua ragazza, nonostante lei lo odi. Non esita a consegnare Zampa all'accalappiacani pur di vendicarsi di Biagio. È animato da Kevin Peaty e doppiato in inglese da Chazz Palminteri. Le sue parti cantate furono interpretate in inglese da Jess Harnell.
- Biagio (Tramp), schnauzer misto. È il padre di Zampa, Annette, Collette e Danielle. È buono e amorevole ma allo stesso tempo severo. Biagio si è abituato a vivere in casa durante la sua vita come animale domestico, senza far conoscere a Zampa il suo passato. È animato da Lianne Hughes e doppiato in inglese da Jeff Bennett.
- Whisky (Jock) e Fido (Trusty), uno Scottish Terrier e un Chien de Saint Hubert vicini di Lilli e Biagio che si uniscono alla famiglia di Zampa per cercarlo. Anche loro furono doppiati in inglese da Bennett.
- L'accalappiacani, un uomo piuttosto imbranato e pasticcione che insegue i cani randagi, determinato a catturarli ma finisce per essere preso in giro da loro. Si ricorda sempre di Biagio. Si rivela alla fine un uomo malvagio, crudele, egoista e senza scrupoli, che tenterà di imprigionare sia Zampa che Biagio nonostante quest'ultimo avesse il collare addosso, ma alla fine viene messo fuori combattimento da Angel che lo fa andare contro un muro facendolo svenire. Perfino lui fu doppiato in inglese da Bennett.
- Lilli (Lady), una femmina di Cocker Americano madre di Zampa, Annette, Collette e Danielle. Vede il comportamento di Zampa in una luce più empatica di quanto faccia Biagio. È animata da Lianne Hughes e doppiata in inglese da Jodi Benson.
- Mooch, un Bobtail membro dei cani randagi. È abbastanza infantile ma entusiasta. È animato da Kevin Peaty e doppiato in inglese da Bill Fagerbakke.
- Sparky, un anziano levriero irlandese randagio che conosceva Biagio e che racconta una colorita ma falsa storia su come il vagabondo abbia lasciato i cani randagi. È animato da Kevin Peaty e doppiato in inglese da Mickey Rooney.
- Ruby, una femmina di levriero afgano che fa parte dei cani randagi. È animata da Kevin Peaty e doppiata in inglese da Cathy Moriarty.
- Scratchy, un cane di razza mista membro dei cani randagi che è afflitto da pulci e perdita di pelo. Purtroppo, non parla in questo film.
- François, un Boston Terrier dall'accento francese. È animato da Kevin Peaty e doppiato in inglese da Bronson Pinchot.
- Annette, Danielle e Collette, le sorelle gemelle apparentemente beneducate e cortesi di Zampa, sebbene siano abbastanza scorrette nei confronti di quest'ultimo. Annette porta un collare blu, Danielle porta un collare bianco e Collette porta un collare rosso. Assomigliano molto alla loro mamma e amano alla follia fare il bagno. I loro nomi non sono menzionati nel film, bensì nei titoli di coda, e furono doppiate in inglese rispettivamente da Debi Derryberry e Kath Soucie.
- Gianni Caro (Jim Dear) e Tesoro (Darling), i padroni di Lilli, Biagio e dei loro cuccioli, doppiati in inglese rispettivamente da Barbara Goodson e Nick Jameson.
- Junior, il figlio di Tesoro e Gianni Caro, molto legato a Zampa. Egli fu doppiato in inglese da Andrew McDonough.
- Zia Sara (Aunt Sarah), la zia di Junior e proprietaria di Si e Am, doppiata in inglese da Tress MacNeille.
- Si e Am, due gatte siamesi. In questo film hanno un ruolo molto più marginale che nel film precedente, e furono doppiate in inglese rispettivamente da Mary Kay Bergman (nel suo ultimo ruolo perché essa si era suicidata nel 1999) e MacNeille stessa.
- Tony e Joe, proprietario e cuoco del ristorante italiano. In questo film fanno solo delle brevi apparizioni, anche se sono doppiati in inglese rispettivamente da Jim Cummings e Michael Gough.
- Reggie, un bullmastiff estremamente feroce e molto grande, temuto dai randagi. Aggredisce Zampa nel suo vicolo e poi al canile, per vendicarsi di lui che, involontariamente, lo ha fatto catturare, ma viene messo al tappeto da Biagio. A differenza degli altri cani, neanche lui parla, però emette solo versi, forniti in tutte le versioni da Frank Welker.

## Doppiaggio
| Personaggio            | Doppiatore originale                                                        | Doppiatore italiano                                  |
| ---------------------- | --------------------------------------------------------------------------- | ---------------------------------------------------- |
| Zampa (Scamp)          | Scott Wolf (dialogo) Roger Bart (canto)                                     | Daniele Raffaeli (dialogo) Claudio Basili (canto)    |
| Angel                  | Alyssa Milano (dialogo) Susan Egan (canto #1) Melissa Manchester (canto #2) | Domitilla D'Amico (dialogo) Miriam Calzolari (canto) |
| Buster                 | Chazz Palminteri (dialogo) Jess Harnell (canto)                             | Roberto Draghetti (dialogo) Augusto Giardino (canto) |
| Biagio (Tramp)         | Jeff Bennett                                                                | Mauro Gravina (dialogo) Luca Velletri (canto)        |
| Lilli (lady)           | Jodi Benson                                                                 | Paola Valentini (dialogo) Renata Fusco (canto)       |
| Whisky (Jock)          | Jeff Bennett                                                                | Vincenzo Ferro                                       |
| Fido (Trusty)          | Jeff Bennett                                                                | Riccardo Garrone                                     |
| Mooch                  | Bill Fagerbakke                                                             | Neri Marcorè                                         |
| Sparky                 | Mickey Rooney                                                               | Mario Milita                                         |
| Francois               | Bronson Pinchot                                                             | Massimo Rinaldi                                      |
| Ruby                   | Cathy Moriarty                                                              | Cristina Grado                                       |
| Accalappiacani         | Jeff Bennett                                                                | Mino Caprio                                          |
| Annette                | Debi Derryberry                                                             | Perla Liberatori                                     |
| Collette               | Kath Soucie                                                                 | Milvia Bonacini                                      |
| Danielle               | Kath Soucie                                                                 | Marinella Montanari                                  |
| Tony                   | Jim Cummings                                                                | Nello Riviè                                          |
| Gianni Caro (Jim Dear) | Nick Jameson                                                                | Massimo Rossi                                        |
| Tesoro (Darling)       | Barbara Goodson                                                             | Susanna Javicoli                                     |

## Distribuzione

### Edizione italiana
Il doppiaggio italiano del film venne eseguito dalla Royfilm e diretto da Leslie La Penna su dialoghi di Manuela Marianetti, mentre i testi delle canzoni sono di Ermavilo. Rispetto al ridoppiaggio del Classico originale, Lilli e il vagabondo, effettuato nel 1997 vennero cambiati alcuni membri del cast, in particolare le celebrità pesantemente criticate per la loro inesperienza in materia di doppiaggio. I cambiamenti sono i seguenti:
- Mauro Gravina sostituisce Claudio Amendola nel ruolo di Biagio. Nelle parti cantate il personaggio è doppiato da Luca Velletri;
- Vincenzo Ferro sostituisce Marco Columbro nel ruolo di Whisky;
- Paola Valentini sostituisce Margherita Buy nel ruolo di Lilli. Nelle parti cantate è doppiata da Renata Fusco;
- Nello Riviè sostituisce Franco Chillemi nel ruolo di Tony.

Nell'edizione italiana il protagonista viene chiamato Zampa, nonostante lo stesso personaggio fosse stato chiamato Lillo nelle numerose storie a fumetti in cui era apparso in precedenza.

## Edizioni home video

### VHS
La prima e unica edizione VHS del film uscì in Italia il 28 febbraio 2001, insieme alla prima edizione DVD.

### DVD
La prima edizione DVD uscì in Italia il 28 febbraio 2001, insieme all'edizione VHS. Il DVD venne ristampato il 28 giugno 2006. La seconda edizione DVD è uscita il 1º febbraio 2012, insieme alla prima edizione BD.

### Blu-ray
La prima edizione BD è uscita il 1º febbraio 2012, insieme alla seconda edizione DVD. Il formato del film è stato cambiato in 1.78:1. Sono stati inclusi alcuni contenuti della prima edizione DVD insieme ad altri nuovi.

## Accoglienza

### Critica
Il film ricevette critiche discordanti, guadagnando un punteggio "rotten" del 45% su Rotten Tomatoes, basato su 11 recensioni, con una valutazione di 5,8.